# 란포기담 Game of Laplace
란포기담 Game of Laplace(일본어: 乱歩奇譚 Game of Laplace)는 일본의 애니메이션이다. 2015년 7월부터 9월까지 후지 TV의 노이타미나에서 방영되었다.

## 같이 보기
- 아케치 고고로